# Рышковский сельсовет (Курский район)
Рышковский сельсовет — административно-территориальная единица (сельсовет) и муниципальное образование (сельское поселение) в составе Курского района Курской области. 
Административный центр — село Рышково.
Расположен к юго-востоку от Курска в районе платформы «465 километр» железнодорожной линии «Киев — Курск», непосредственно граничит с Сеймским округом Курска.
Главное сельскохозяйственное предприятие - колхоз имени Черняховского.

## История
Статус и границы сельсовета установлены Законом Курской области от 21 октября 2004 года № 48-ЗКО «О муниципальных образованиях Курской области».

## Население
| 2002  | 2010  | 2012  | 2013  | 2014  | 2015  | 2016  |
| ----- | ----- | ----- | ----- | ----- | ----- | ----- |
| 3204  | ↘3050 | ↘2975 | ↘2900 | ↗3091 | ↘3075 | ↗3121 |
| 2017  | 2018  | 2019  | 2020  | 2021  |       |       |
| ↗3171 | ↗3230 | ↗3251 | ↗3284 | ↘3280 |       |       |

## Состав сельского поселения
| № | Населённый пункт | Тип населённого пункта       | Население |
| - | ---------------- | ---------------------------- | --------- |
| 1 | Голубицкое       | деревня                      | ↘330      |
| 2 | Зорино           | деревня                      | ↗1000     |
| 3 | Кислино          | хутор                        | ↗504      |
| 4 | Рышково          | село, административный центр | ↘1216     |